# Adrián Aldrete
Adrián Alexei Aldrete Rodríguez (Guadalajara, 14 luglio 1988) è un calciatore messicano, centrocampista svincolato.

## Carriera

### Club
Ha giocato nella prima divisione messicana.

### Nazionale
Tra il 2007 e il 2016 ha giocato 20 partite con la nazionale messicana.

## Palmarès

### Club

#### Competizioni internazionali
- Leagues Cup: 1

Cruz Azul: 2019